# Cyornis rufigastra
Papa-moscas-dos-mangais ou papa-moscas-azul-dos-mangais (Cyornis rufigastra) é uma espécie de ave da família Muscicapidae.
Pode ser encontrada nos seguintes países: Brunei, Indonésia, Malásia, Filipinas, Singapura e Tailândia.
Os seus habitats naturais são: florestas de mangal tropicais ou subtropicais.